# John Pearce
John Pearce − angielski bokser, złoty medalista igrzysk Wspólnoty Narodów (1998).

## Kariera amatorska
W 1998, Pearce zdobył złoty medal na igrzyskach Wspólnoty Narodów. W półfinale tych igrzysk pokonał na punkty Irlandczyka Briana Magee, a w walce o złoty medal Indyjczyka Jitendera Kumara.